# Polystichum utsumii
Polystichum utsumii är en träjonväxtart som först beskrevs av Kurata, och fick sitt nu gällande namn av Kurata. Polystichum utsumii ingår i släktet Polystichum och familjen Dryopteridaceae. Inga underarter finns listade.